# قتل کریستوفر پورکو
کریستوفر پورکو (متولد ۹ ژوئیه ۱۹۸۳) مردی آمریکایی است که در رابطه با مرگ پدرش پیتر پورکو و زخمی شدن و بی حرمتی زیاد به مادرش، جوآن پورکو، محکوم به قتل درجه دو و اقدام به قتل درجه دو است. این جنایت در ۱۵ نوامبر ۲۰۰۴ در دلمار، نیویورک رخ داده‌است.

## پرونده قتل

### زمینه
در ۱۵ نوامبر ۲۰۰۴، پیتر پورکو، ۵۲ ساله کارمند بخش استیناف ایالتی، در خانه خود در دلمار، نیویورک در اثر مصدومیت شدید سر جان خود را از دست داد. همسر او جوآن پورکو، آسیب‌شناس گفتار کودکان، در بستر خونی به علت ضربه شدید به سر، کشف شد. او از حمله جان سالم به در برد، اما یک چشم و بخشی از جمجمه خود را از دست داد و دچار به هم ریختگی شدید صورت شد.
تبر متعلق به خانواده بود، که در این حمله مورد استفاده قرار گرفت و در اتاق خواب این زوج پیدا شد. پلیس بتلفیلم به زودی تحقیقات خود را بر روی کریستوفر پورکو، پسر جوانتر این زوج، که دانشجوی دانشگاه روچستر در ۳۶۸ کیلومتر دورتر بود متمرکز کرد. خود کریستوفر پورکو هنگام کشف جسد پدر و مادرش در دانشگاه روچستر حضور داشت. وی بعداً گفت که از یک گزارشگر این حمله را یادگرفته است. او آن شب به دلمر بازگشت.

### پیگرد قانونی
در اواخر نوامبر ۲۰۰۴، پاول کلین، دادستان ولسوالی آلبانی، در حال خروج، یک هیئت منصفه بزرگ را برای شنیدن شهادت که دلالت کریستوفر پورکو در قتل دست دارد، تشکیل داد. گزارش شده‌است که افرادی که در جلسات شهادت داده بودند شامل دوستان پورکو از کالج، یک افسر ایمنی دانشگاه و یک دوست دختر سابق بودند. هیئت منصفه بزرگ قبل از ارائه کیفرخواست علیه کریستوفر در نوامبر ۲۰۰۵، یک سال پس از حملات، شهادت‌های بیشتری را صادر می‌کند.

#### دزدی
در جریان تحقیقات، مقامات مشخص کردند که پورکو سابقه رفتارهای ضد اجتماعی داشت که شامل سرقت از خانه والدینش می‌شود. در سال ۲۰۰۵، کارآگاهان پلیس بیت لحم برای بازیابی یک رایانه لپ تاپ که کریستوفر پورکو از والدینش در ۲۱ ژوئیه ۲۰۰۳ به سرقت برد ، به سن دیگو، کالیفرنیا سفر کردند. Porco لپ تاپ را در eBay فروخته بود. پلیس اظهار داشت که هشت ماه قبل، در ۲۸ نوامبر ۲۰۰۲، کریستوفر در خانه والدینش دزدی کرد که در آن یک رایانه لپ تاپ Macintosh و یک رایانه لپ تاپ دل را به سرقت برد. دوربینی که مفقود شده بود، از حیاط جلوی این زوج کشف شد. یک ماه قبل از حمله، هر دو کریستوفر و جاناتان پورکو حساب‌های eBay خود را بلاک کردند زیرا آنها همان آدرس Delmar را به اشتراک می‌گذاشتند. کریستوفر مواردی را که از حساب وی پرداخت کرده بودند برای چندین مشتری ارسال نکرده بود. در طی تحقیقات، دادستان متوجه شدند که کریستوفر به عنوان برادر خود این کار را کرده‌است، و به‌طور جعلی ایمیل به مشتریان می‌فرستد و اظهار داشت که برادرش فوت کرده‌است و قادر به تحویل اقلام نیست.

#### دزدگیر
شهادت دادگاه نشان داد که در ۱۵ نوامبر ۲۰۰۴، کد مخفی خانواده پورکو برای غیرفعال کردن سیستم امنیتی در خانه آنها استفاده شده. ساعاتی بعد، یک خط تلفن در خارج از خانه پورکو قطع شد. دادستان‌ها ادعا کردند که کریستوفر پورک زنگ را غیرفعال کرده و بعداً خط تلفن را قطع کرد تا تهاجم به خانه والدینش سرقت به نظر برسد.

#### مشکلات مالی و جعل
در سفر به انگلستان در مارس ۲۰۰۴، کریستوفر ایمیلی از حساب جوآن پورکو دریافت کرد که به او در کلاسهای مردود شده در کالج جامعه هادسون ولی در تروی، نیویورک هشدار می‌داد. در این پیام، جوآن و پیتر از فرزند خود شکایت کردند، "شما فقط وقتی خارج شدید و (ما) نمی‌توانیم اعتقاد داشته باشیم (ما) به گزارش کلاس موقت شما نگاه می‌کنیم. شما می‌دانید که آنها چه می‌گویند ،" سه اعتصاب و بیرون خودت رو معرفی کن." عنوان موضوع ایمیل "نمادهای شکست خورده-شما دوباره این کار را کردید!" چند روز بعد، کریستوفر در پیامی به پدرش پاسخ داد. او با سرزنش دفتر ثبت نام کالج جامعه، نوشت: "بدیهی است که آنها نادرست هستند … پایین‌ترین درجه من که در هر چیزی کسب کردم، B در یک تست فیزیک بود … به نتیجه نرسید، من من خوبم " Porco با رونویسی جعلی از HVCC مجدداً به دانشگاه روچستر رسید. قاضی بری از اجازه دادرسان برای استفاده از نسخه‌های جعلی به عنوان مدرک در پرونده جنایی خود علیه کریستوفر پورکو خودداری کرد.
پیش از این حمله، بین کریستوفر پورکو و والدینش درمورد پول، دعوایی سر گرفته بود بود، از جمله وامهایی که کریستوفر برای پرداخت شهریه خود و پرداخت یک جیپ رانگلر جدید خرید کرده بود. پس از ترم ۲۰۰۳ پاییز، مسئولان دانشگاه روچستر کریستوفر پورکو را مجبور به ترک تحصیل به دلیل نمرات ضعیف کردند. در سال بعد که او پذیرفته شد، او ۳۱۰۰۰ دلار وام را برای پرداخت هزینه‌های خود دریافت کرد و نام پدرش را به عنوان یک متخصص بازپرس جعل کرد. کریستوفر که از پدر و مادرش ناراضی بود، در تلاش بود تا شهریه پاییز ۲۰۰۴ را با پول وام بپردازد. در اوایل پاییز، او به دروغ به والدین خود گفت که دانشگاه روچستر شهریه او را متقبل شده‌است زیرا یک استاد امتحان نهایی او را از ترم پاییز قبلی اشتباه گرفته‌است.
دو هفته قبل از قتل، پیتر در نامه ای با پسرش دربارهٔ بی‌حرمتی‌های خود روبرو شده بود: "آیا امضای من را به عنوان همیار امضاء کردی؟ من امروز صبح با Citibank تماس می‌گیرم تا آنچه را که شما انجام داده‌اید دریابم و به آنها می‌گویم که من به عنوان مشترک امضاء نمی‌شوم. "
روز بعد، به پیتر پورکو اطلاع داده شد که کریستوفر برای تأمین اعتبار جیپ وانگلر نیز از اعتبار Citibank برای بدست آوردن دوباره جیپ وانگلر استفاده کرده‌است، و مجدداً از نام پدرش به عنوان کیسه استفاده کرد. پیتر یک بار دیگر به پسرش نوشت، که طی چند هفته به تماس‌های تلفنی والدینش پاسخ نداد: "می‌خواهم بدانید که اگر دوباره از اعتبار من سوءاستفاده کنید، مجبور می‌شوم پرونده‌های جعلی را برای سلب مسئولیت تهیه کنم و این امر صدق می‌کند. اگر سعی کنید دوباره آن را فعال کنید یا از اعتبار من برای به دست آوردن وام دیگر استفاده کنید، به وام کالج Citibank است. این ایمیل نتیجه گرفت: "ما ممکن است از شما ناامید شویم، اما من و مادر شما هنوز هم شما را دوست داریم و به آینده شما اهمیت می‌دهیم."

#### جاناتان پورکو
برادر پورکو، جاناتان، در جلسه دادگاه شهادت داد. طبق اعلام اتحادیه آلبانی تایمز، شهادت جاناتان بر هیئت منصفه تأثیر زیادی گذاشت. رفتار او نسبت به برادرش «سرد» بود و روابط آنها را «بسیار بد» گزارش کردند.

#### شخصیت پورکو
پلیس ادعا کرد که رفتار کریستوفر پورکو با تشخیص روان پریشی یا جامعه شناسی سازگار است، دو اختلال مشابه اما نه یکسان که با فریب‌های آسیب شناختی، کلاهبرداری و گول‌زدن دیگران، و عدم وجدان یا پشیمانی شناخته می‌شوند. به عنوان مثال، پورکو دروغ گفت که هم یک ماشین و هم شهریه پرداخت می‌کند. او همچنین به دانشجویان دیگر دروغ گفت تا به نظر برسد که وی از خانواده ثروتمندی با خانه‌های ساحل اقیانوس است. میشل مک کی، یک کارمند حقوقی که با پیتر پورکو همکاری داشت، گفت که وی جوانترین فرزند خود را به عنوان یک جامعه‌شناس توصیف کرده‌است.
پروفسور فرانک پری اظهار داشته‌است که مصاحبه‌های پلیس با کریستوفر پورکو به‌طور جدی ناقص بوده‌است زیرا به نظر می‌رسد روش‌های سؤال از پلیس به دلیل روانی احتمالی پورکو نتوانسته‌است حساب کند.

#### اعمال پورکو
کریستوفر پورکو به محققان گفت که در شب ۱۴ نوامبر، وی برای خوابیدن به خوابگاه و بیدار شدن در یک خوابگاه بازنشسته شد. نظریه پلیس این بود که وی در ساعات ابتدایی ۱۵ نوامبر بیش از سه ساعت رانندگی کرده تا به آلبانی برسد تا به والدین خود حمله کند. یک جمع‌کننده عوارض ایالت نیویورک Thruway در خارج از روچستر گفت: یک جیپ Wrangler زرد با لاستیک‌های بزرگ در حدود ساعت ۱۰:۴۵ از ایستگاه عبور کرده‌است. ساعت ۱۴ بعد از ظهر در ۱۴ نوامبر، و یک مأمور در آلبانی «سرعت بیش از حد» یک جیپ Wrangler زرد رنگ نزدیک به پلاک را کمی قبل از ۲ صبح به یاد آورد. در تاریخ ۱۵ نوامبر
چهار دوربین امنیتی در دانشگاه روچستر جیپ Wrangler زرد مانند خروج پورکو از دانشگاه را در ساعت ۱۰:۳۰ بعد از ظهر ضبط کردند. در روز ۱۴ نوامبر و بازگشت در ساعت ۸:۳۰ صبح ۱۵ نوامبر، این دوره زمانی است که دادستان ادعا می‌کند که به خانواده پورکو حمله شده‌است.
بعضی از همسایگان خانواده پورکو بعداً در محاکمه شهادت دادند که در شامگاه حمله جیپ زرد پورکو را در مسیر خانه دیده‌اند. همچنین، دانشجویان دانشگاه روچستر شهادت داده‌اند که پورکو را ندیده‌اند که در شب حمله در خوابگاه خوابیده باشد.

#### شغل کلینیک دامپزشکی
کارفرمای پورکو، دامپزشک جان کرنی، در محاکمه شهادت داد که پورکو در زمینه تمیز کردن محل عمل جراحی حیوانات آموزش دیده‌است. پس از محاکمه، اعضای هیئت منصفه اظهار داشتند که این شهادت به توضیح این واقعیت کمک کرده‌است که پلیس پس از حمله در وسیله نقلیه پورکو خون پیدا نکرد.

#### شناسایی شاهد
کریستوفر بادیش، کارآگاه پلیس بیثلهم، اظهار داشت که همان‌طور که پرسنل پزشکی برای حضور در خانه جوآن پورکو می‌رفتند، وی لحظه ای از او پرسید که آیا می‌تواند مهاجم خود را شناسایی کند. بویدش گفت هنگامی که از جوآن پرسید آیا یکی از اعضای خانواده مرتکب جرم شده‌است، جوآن از سر خود برای نشان دادن «بله» استفاده کرده‌است. بادیش اظهار داشت که وقتی از او سؤال کرد که آیا این پسر بزرگترش جاناتان، مأمور نیروی دریایی مستقر در کارولینای جنوبی بوده‌است، او سر خود را تکان داد تا نشان دهد «نه». با این حال، هنگامی که افسر بادیش از وی پرسید که آیا پسرش کریستوفر مسئول است، گفته می‌شود که سرش را به بالا و پایین کرده‌است و نشانگر «بله» است. او همچنین به روشهای مشابه به سایر سؤالات جداگانه پاسخ داد.
پس از آنکه جو پورکو از حالت کما ناشی از بیماری بیرون آمد، اظهار داشت که نمی‌تواند این حمله را بخاطر بیاورد و ادعا کرد که وی پسرش کریستوفر را بی گناه دانسته‌است. در طول شهادت فیلمبرداری که در دسامبر ۲۰۰۴ به هیئت منصفه ارسال شده بود، جوآن دربارهٔ خانواده اش شهادت داد، اما پسرش را به عنوان یک مهاجم معرفی نکرد. نه ماه بعد، او نامه‌ای را برای انتشار در اتحادیه آلبانی تایمز نوشت که در آن از مقامات خواسته بود کریستوفر را تنها بگذارند و "به جستجوی قاتل یا قاتلان واقعی پیتر بپردازند، تا او بتواند در آرامش باشد و من فرزندانم در امنیت زندگی کنیم.

### استدلالهای دفاعی
وکیل دفاع، ترنس کیندلون تأکید کرد که اداره پلیس بیت لحم هیچ مدرک جسمی در ارتباط کریستوفر پورکو با حمله به والدینش ندارد. هیچ اثری از اثر انگشت از روی تبر آتش که در صحنه جنایت پیدا شده‌است، پیدا نشد..
در اظهارات مطبوعاتی و دادرسی کیفری، کیندلون اظهار داشت که اداره پلیس بیت لحم گناه کریستوفر پورکو را به یک نتیجه نهایی تبدیل کرده‌است. کیندلون در طی سخنان آغاز شده خود به اعضای هیئت منصفه در تاریخ ۲۷ ژوئن ۲۰۰۶، پلیس بتلفیله را ناآشنایی از تحقیقات جدی در مورد جنایات توصیف کرد و آنها را به عنوان دپارتمانی توصیف کرد «که اسکیت بازان را از ۷–۱۱ دور می‌کند … این FBI نیست».
همیار و همسر مشاور کیندلون، لوری شانکس اظهار داشتند که پلیس از این احتمال غافل شده‌است که مرگ پیتر پورکو نتیجه انتقام گرفتن از عمویش فرانک پورکو، کاپیتان خانواده جنایت بونانو در شهر نیویورک است. فرانک پورکو دو سال خدمت در زندان کرده بود loansharking و اخاذی، اگر چه شانکس نادرست هیئت منصفه گفت که او به خاطر دخالت در قتل تحت تعقیب بوده‌است. شانکس خاطرنشان کرد که نام مستعار فرانک پورکو با اوباش «مأمور آتش نشان» بوده‌است که می‌تواند ارتباطی با نوع اسلحه قتل کشف شده، تبر آتش داشته باشد. او در اداره آتش‌نشانی شهر نیویورک خدمت کرده بود.

### محاکمه، محکومیت و مجازات
محاکمه پورکو در تاریخ ۲۷ ژوئن ۲۰۰۶ آغاز شد. دادگاه به دلیل پوشش رسانه ای شدید در منطقه آلبانی، در اورنج کانتی برگزار شد.
در تاریخ ۲ اوت ۲۰۰۶، دادستان پرونده خود را علیه پورکو تکمیل کرد، و پرونده دفاعیات که بسیار کوتاه‌تر بود، آغاز شد.
صبح روز ۱۰ اوت ۲۰۰۶، هیئت منصفه شروع به بحث و بررسی کرد. بعداً در همان روز، پورکو مقصر در قتل درجه دوم و اقدام به قتل شد.
در ۱۲ دسامبر ۲۰۰۶، قاضی جفری بری پورکو را به ۵۰ سال زندان به ازای هرسال زندگی او محکوم کرد، در مجموع حداقل به ۵۰ سال زندان محکوم شد. به نقل از قاضی بری، «خیلی می‌ترسم آنچه که در ساعات اولیه صبح ۱۵ نوامبر اتفاق افتاد، اتفاقی باشد که دوباره می‌تواند رخ دهد.» پورکو در دسامبر ۲۰۵۲ واجد شرایط برای آزادی موقت است.

### عواقب بعدی
پورکو در مرکز اصلاحات کلینتون زندانی است. پورکو محکومیت خود را به بخش استیناف، بخش سوم و دادگاه تجدید نظر نیویورک تجدید نظر ارجا، اما هر دو دادگاه تجدید نظر وی را قبول نکردند.
این پرونده در یک قسمت از برنامه " پرونده‌های پزشکی قانونی " پخش شده‌است.
در سال ۲۰۰۶، پرونده پورکو موضوع قسمت یک ساعته ۴۸ ساعت CBS بود. در سال ۲۰۱۳، Lifetime فیلمی با عنوان رومئو قاتل: داستان کریس پورکو را پخش کرد. پورکو در تلاش برای جلوگیری از اکران فیلم شکایت کرد.